# The New York Times International Edition

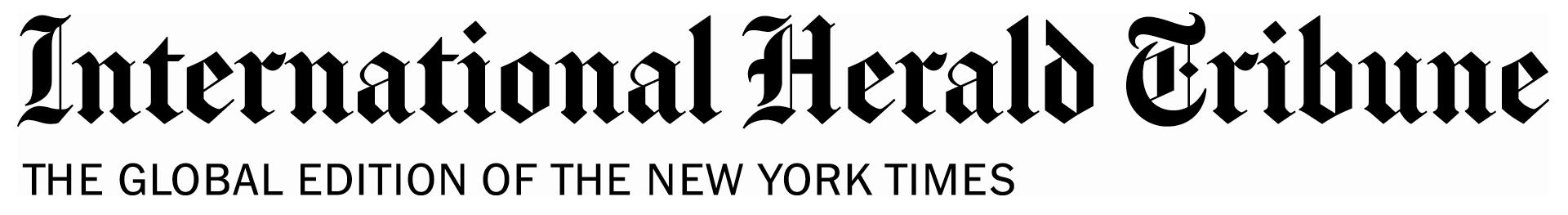
'Masthead' van de International Herald Tribune

The New York Times International Edition is een Engelstalig Amerikaans dagblad dat sinds 1887 wordt uitgegeven, aanvankelijk als Paris Herald, de Europese editie van de New York Herald. Fusies en beleidsveranderingen brachten een reeks titelwijzigingen met zich mee, de laatste in 2016, waarmee het als editie geïntegreerd werd in The New York Times.
De redactionele diensten zijn gevestigd in New York, Londen en Hong Kong, met verscheidene kleinere bureaus wereldwijd. De krant wordt in meer dan 180 landen verkocht en op meer dan dertig plaatsen gedrukt. Met een oplage van 242.200 was 2005 het topjaar; sindsdien is de verkoop van de papieren krant gestaag gedaald naar circa 165.000 in 2019.

## Geschiedenis
Terwijl de krant bekendstond als de Paris Herald, was het formeel The New York Herald, European Edition. Het dagblad was gericht op Amerikaanse expats en emigranten, waarvan de oprichter en eigenaar James Gordon Bennett jr. er een was. Enkele jaren na diens dood fuseerde het moederblad in 1924 met de New-York Tribune, waarna beide versies de toevoeging Tribune kregen. Deze Paris Herald Tribune was in 1928 de eerste krant die met het vliegtuig werd gedistribueerd. Vanuit Parijs werden er kranten naar Londen gevlogen, zodat deze 's ochtends al verkocht konden worden. In de tweede helft van de jaren dertig was de Herald de enige Engelstalige krant in Parijs. Het dagblad bleef tijdens de Slag om Frankrijk uitkomen tot aan de val van Parijs op 14 juni 1940, toen alle andere Parijse kranten al gestopt waren, zodat het voor de periode van de invasie tot de capitulatie een unieke primaire bron is. Na de Duitse bezetting werd de krant vanaf december 1944 weer gedrukt.
In 1959 werd de krant overgenomen door John Hay Whitney en vanaf 1966, toen het moederblad de New York Herald ophield te bestaan, was The Washington Post gedeeld eigenaar. Toen The New York Times in 1967 een van de eigenaren werd, veranderde de naam in International Herald Tribune. In 1980 was het de eerste krant die opgemaakte pagina's digitaal uitwisselde tussen Azië en Europa. Sinds 2002 is de krant geheel in handen van The New York Times Company.
In de 20e eeuw was de International Herald Tribune voorloper in de internationale krantendistributie en in 2011 kon ze beschouwd worden als een van de weinige kranten met een wereldwijde opzet (de Financial Times en The Wall Street Journal zijn de voornaamste andere kranten met gelijkaardige opzet).
Naast het hoofdkantoor in Neuilly-sur-Seine (een voorstad van Parijs) had de International Herald Tribune een tweede kantoor in Hongkong, dat de Aziatische operatie leidde, alsmede talrijke andere kleinere kantoren verspreid over de wereld, onder andere in Amsterdam, Frankfurt, Londen, Milaan, Singapore en Zürich. Daarnaast ging de International Herald Tribune talrijke partnerships aan om met behulp van lokale kranten Engelstalige lokale secties aan te bieden, onder andere met El País, Daily News Egypt, Haaretz, Asahi Shimbun en The Moscow Times, waardoor de krant een grotere wereldwijde armslag kreeg.
Terwijl de Parijse voorloper nog een uiterst gereputeerde krant was in de Verenigde Staten, was de International Herald Tribune in zijn laatste jaren nog maar zeer bescheiden aanwezig in het natuurlijke 'thuisland', want onder de paraplu van The New York Times Company werd de Verenigde Staten overgelaten aan The New York Times, terwijl de International Herald Tribune werd gepositioneerd als de wereldwijde editie, de International New York Times. In drie jaar werd daar 50 miljoen dollar in geïnvesteerd om een internationaal publiek te bereiken met digitale edities, ook in andere talen. Vanaf 2016 is het zonder eigen titel de internationale editie, naast de Amerikaanse, Engelstalig Canadese, Spaanse en Chinese versies van The New York Times. Tevens werd het hoofdkantoor verplaatst naar Londen.